# Musik
Musik è un film del 2023 diretto da Angela Schanelec.
La pellicola ha come protagonisti Aliocha Schneider e Agathe Bonitzer.
Il film è una rivisitazione moderna del mito di Edipo.

## Trama
Quando era ancora un neonato, Jon viene trovato in una notte di tempesta tra le montagne greche. Viene accolto e adottato, senza aver conosciuto né suo padre né sua madre. All'età di 20 anni, uccide accidentalmente suo padre e viene condannato. Si innamora di Iro, una guardia del carcere dove sta scontando la sua pena, e ha un figlio con lei. Iro si prende cura di Jon e registra musica per lui, ignara di essere la sua madre biologica.
Vent'anni dopo, vive a Londra con sua figlia e la sua vista inizia gradualmente a declinare. Con ogni perdita che subisce, guadagna qualcosa in cambio. Così, anche se è diventato cieco, vive pienamente la sua vita.

## Distribuzione
Il film è stato presentato in anteprima mondiale il 21 febbraio 2023 in occasione del 73º Festival internazionale del cinema di Berlino.

## Accoglienza
Sul sito web dell'aggregatore di recensioni Rotten Tomatoes, il film ha un indice di gradimento dell'87% basato su 15 recensioni, con una valutazione media di 7,3/10. Su Metacritic, ha un punteggio medio ponderato di 72 su 100 basato su 7 recensioni, indicando "Recensioni generalmente favorevoli".

## Riconoscimenti
- 2023 – Festival internazionale del cinema di Berlino[5]
  - Orso d'argento per la migliore sceneggiatura per Angela Schanelec
  - In concorso per l'Orso d'oro